# أسيمي غويتا
الكولونيل أسيمي غويتا (بالفرنسية: Assimi Goita) (مواليد سنة (9/11/1983) هو ضابط عسكري مالي ورئيس اللجنة الوطنية لإنقاذ الشعب، المجلس العسكري الذي استولى على السلطة من الرئيس السابق إبراهيم أبو بكر كيتا في انقلاب مالي 2020. تولى السلطة في وقت لاحق من باه نداو بعد انقلاب مالي عام 2021، ومنذ ذلك الحين أُعلِن دستوريًّا رئيسًا لمالي، وأدى اليمين الدستورية في يوم الاثنين 7 يونيو 2021 رئيسًا انتقاليًّا للبلاد.
خدم غويتا عقيدا في كتيبة القوات الخاصة المستقلة، وهي وحدة القوات الخاصة في القوات المسلحة المالية. يعمل غويتا قائدا للجنة الوطنية لإنقاذ الشعب، وهي مجموعة من المتمردين الذين تعهدوا بإجراء انتخابات جديدة بعد خلع إبراهيم بوبكر كيتا.
تلقّى غويتا تدريبًا من الولايات المتحدة وفرنسا وألمانيا، ولديه خبرة في العمل مع القوات الخاصة الأمريكية.